# Annone Veneto
Annone Veneto ist eine Gemeinde mit 3808 Einwohnern (Stand 31. Dezember 2023) in der oberitalienischen Region Venetien, Metropolitanstadt Venedig.
Angrenzende Gemeinden sind Meduna di Livenza und Motta di Livenza, die bereits zur Provinz Treviso gehören, dann Portogruaro in der Metropolitanstadt Venedig, ebenso wie Pramaggiore und San Stino di Livenza, schließlich Pravisdomini in der Region Friaul-Julisch Venetien.

## Geschichte

### Römer
Annone, wie Annona Veneto bis zum Anschluss an das Königreich Italien hieß, erhielt seinen Namen wohl von lateinisch ‚ad nonum lapidem‘, da es an der Via Postumia lag, der ab 148 v. Chr. erbauten Straße von Genua nach  Aquileia, und dort neun römische Meilen von Oderzo entfernt. Im Süden der Gemeinde passierte die Via Annia, die parallel zur Küste verlief und Adria über Padua, Altinum und Concordia mit Aquileia verband.
42 v. Chr. wurde die Iulia Concordia, das Gebiet zwischen Livenza und Tagliamento, als Gebiet für Veteranengüter vorgesehen. Aus dieser Zeit fanden sich bescheidene Überreste dreier Bauerndörfer.

### Langobarden, Patriarchat Aquileia
Annone wird erstmals in der Abschrift einer Urkunde aus dem Jahr 762 genannt. In dieser Urkunde vergaben langobardische Adlige Güter für die Gründung des Klosters von Sesto al Reghena. Über die Gemeinde Lorenzaga war es damit von der Abtei und vom Patriarchen von Aquileia abhängig.
Trotz der heftigen Kämpfe zwischen Guelfen und Ghibellinen erhielt sich das Dorf eine feste wirtschaftliche Grundlage, so dass allein der Patriarch Berthold (1218–1251) es dreimal als Sitz für seine Gerichtstage nutzte.

### Venedig (1420–1797)
1420 kam das Patriarchat an die Republik Venedig, in deren Hand die Region bis 1797 blieb. In langwierigen Auseinandersetzungen gelang es der Gemeinde, sich von Lorenzaga zu lösen und 1622 wurde die Gemeinde San Vitale martire anerkannt. Annone gehörte zur Gastaldia von Medusa. Dabei schützte Venedig rigoros seine dortigen Waldbestände, die für den Schiffbau von größter Bedeutung waren.

### Franzosen und Österreicher, Italien (ab 1866)
In der Ära der französischen und österreichischen Herrschaft von 1797 bis 1866 bestand die wirtschaftliche und soziale Situation der späten venezianischen Herrschaft fort.

Das Rathaus

Anfang des 20. Jahrhunderts entstand das Rathaus, während die alten casoni nach und nach verschwanden. Die letzten von ihnen wurden in den 1950er Jahren abgerissen. Viele Annonesen wanderten in der langen Phase des wirtschaftlichen Niedergangs Venetiens in der zweiten Hälfte des 19. Jahrhunderts aus.
Nach dem Ersten Weltkrieg wurden die Waldgebiete um Loncon abgeholzt, um Platz für die Landwirtschaft zu machen.
Nach dem Zweiten Weltkrieg setzte sich die Auswanderungswelle erneut fort, eine Welle, die erst in den 1970er Jahren endete.
In der Kommune entwickelte sich nunmehr das Handwerk, industrielle Arbeitsplätze entstanden im nahen Pordenone. Aber auch der Weinbau und der Tourismus wurden gestärkt. 2015 wies die Kommune innerhalb der Metropolitanstadt Venedig mit 15,2 % den höchsten Migrantenanteil auf.